# ناثان شيبرد
ناثان شيبرد (بالإنجليزية: Nathan Shepherd)‏ (28 سبتمبر 1991 في المملكة المتحدة - ) هو لاعب كرة قدم بريطاني في مركز الدفاع. لعب مع نادي سترنرير ‏ ونادي ستيرلينغشير الشرقية وجلينفتون أثلتيك ‏ ونادي غرينوك مورتون.

## وصلات خارجية
- ناثان شيبرد على موقع قاعدة بيانات كرة القدم.إي يو (الإنجليزية)
- ناثان شيبرد على موقع Soccerbase.com (لاعب) (الإنجليزية)